# Todos (parti politique)
Todos (litt. Tous) est un parti politique guatémaltèque fondé en 1995 sous le nom d'Union réformiste sociale et renommé en 2012 à la suite de la convergence des députés dissidents d'une grande variété de partis à partir en 2011.

## Histoire

### Les Verts
Le parti est fondé en 1995 sous le nom d'« Union réformiste sociale », il participe sous ce nom aux élections législatives de 1995 au cours duquel il n'obtient aucun siège. Entre 1997 et 1998, le parti tente de se renommer en « Union sociale démocratique » (USD) mais n'y parvient pas. À la suite entre 1998 et 1999, certains groupes écologistes sont intégrés au sein du parti et le renomment en « L'organisation verte » (LOV) et participe sous cette dénomination aux élections générales de 1999. Il participe lors à ces élections en coalition avec le parti Union démocratique (UD) sous la dénomination d'« Alliance verte ». Cette coalition soutient son candidat, José Asturias Rudeke à la présidence qui obtient un faible nombre de voix cependant il obtient un siège de député correspondant au département de Huehuetenango en plus de quatre autres municipalités. Entre 2000 et 2001, LOV décide de nouveau de changer le nom du parti en « Les Verts » (en espagnol : Los Verdes), mais ne participe pas aux élections générales de 2003, 2007 et 2011 du fait qu'il ne soit pas correctement constitué, car il ne possède pas assez d'organisations dans le nombre requis de communes par le tribunal électoral.

### Todos
En novembre 2011, sept députés appartenant à l'Union nationale de l'espérance (UNE) se déclarent indépendants aux côtés du président du Congrès de la République de l'époque, Roberto Alejos, en raison de différents avec le comité exécutif du parti. Peu à peu, de plus en plus de députés de l'UNE se déclarent indépendants, mais soutenant la direction d'Alejos. Après avoir atteint le minimum requis de onze députés, ils forment leur propre groupe parlementaire indépendant, communément connu sous le nom de « cravates violettes » (corbatas moradas) du fait du vêtement distinctif porté par les députés lors des séances plénières pour se différencier des autres groupes.
Alejos entame alors le processus d'enregistrement d'un nouveau parti politique, mais aurait pris beaucoup de temps, c'est pourquoi il s'entretient avec l'écologiste Rodolfo Rosales García-Salas, secrétaire général de Les Verts depuis 2001, au sujet d'une éventuelle alliance son parti. Finalement, le 26 août 2012, une assemblée nationale se tiennent au cours de laquelle les dirigeants des Verts s'accordent sur un changement de nom, des symboles et de l'idéologie du parti pour donner naissance au groupe TODOS dans le but de faciliter et permettent ainsi d'accélérer le processus d'enregistrement de la nouvelle organisation lorsqu'elle est effectuée à partir d'une organisation existante. Alejos est alors désigné comme pré-candidat présidentiel en vue des élections générales de 2015 lors de cette assemblée, mais c'est finalement l'économiste Lizardo Sosa qui participe au scrutin en tant que candidat.
Le 15 octobre 2012, la décision du Tribunal suprême électoral autorisant légalement le changement de nom du parti est émise.

## Idéologie
L'objectif initial du Groupe indépendant Todos est de séparer l'agenda parlementaire de la partisanerie et de promouvoir des projets d'importance nationale d'un bloc neutre vis-à-vis des principales forces du Congrès. Avec la formation ultérieure de TODOS, ses dirigeants se définissent comme nationalistes, présentant le mouvement comme la convergence de toutes sortes d'idéologies, y compris la social-démocratie et le libéralisme, basés principalement sur l'économie sociale de marché, et projetés vers l'intégration de la population en général,.
Son logo représente une main ouverte avec les couleurs du drapeau national sur un fond violet. Pour le parti, cette couleur représente « la jeunesse, les femmes, les traditions et la pénitence ».

## Résultats électoraux

### Élections présidentielles
| Année                                      | Candidats                                  | Candidats                                  | Premier tour                               | Premier tour                               | Second tour                                | Second tour                                | Statut                                     |
| Année                                      | Président                                  | Vice-président                             | Voix                                       | %                                          | Voix                                       | %                                          | Statut                                     |
| En tant que « L'organisation verte » (LOV) | En tant que « L'organisation verte » (LOV) | En tant que « L'organisation verte » (LOV) | En tant que « L'organisation verte » (LOV) | En tant que « L'organisation verte » (LOV) | En tant que « L'organisation verte » (LOV) | En tant que « L'organisation verte » (LOV) | En tant que « L'organisation verte » (LOV) |
| ------------------------------------------ | ------------------------------------------ | ------------------------------------------ | ------------------------------------------ | ------------------------------------------ | ------------------------------------------ | ------------------------------------------ | ------------------------------------------ |
| 1999                                       | José Enrique Asturias Rudeke               | NC                                         | 25 236                                     | 1,15                                       |                                            |                                            | Non élu                                    |
| 2003                                       | Ne participe pas                           | Ne participe pas                           | Ne participe pas                           | Ne participe pas                           | Ne participe pas                           | Ne participe pas                           | Ne participe pas                           |
| 2007                                       | Ne participe pas                           | Ne participe pas                           | Ne participe pas                           | Ne participe pas                           | Ne participe pas                           | Ne participe pas                           | Ne participe pas                           |
| 2011                                       | Ne participe pas                           | Ne participe pas                           | Ne participe pas                           | Ne participe pas                           | Ne participe pas                           | Ne participe pas                           | Ne participe pas                           |
| En tant que « Todos »                      |                                            |                                            |                                            |                                            |                                            |                                            |                                            |
| 2015                                       | Lizardo Sosa                               | Mario García                               | 259 673                                    | 5,41                                       |                                            |                                            | Non élu                                    |
| 2019                                       | Fredy Cabrera                              | Ricardo Sagastume                          | 138 333                                    | 3,16                                       | Non élu                                    |                                            |                                            |
| 2023                                       | Ricardo Sagastume                          | Guillermo González                         | 78 503                                     | 1,86                                       | Non élu                                    |                                            |                                            |

### Élections législatives
| Année                                    | Liste nationale                          | Liste nationale                          | Districts                                | Districts                                | Sièges                                   | +/-                                      |                  |
| Année                                    | Voix                                     | %                                        | Voix                                     | %                                        | Sièges                                   | +/-                                      |                  |
| En tant que « Union réformiste sociale » | En tant que « Union réformiste sociale » | En tant que « Union réformiste sociale » | En tant que « Union réformiste sociale » | En tant que « Union réformiste sociale » | En tant que « Union réformiste sociale » | En tant que « Union réformiste sociale » |                  |
| ---------------------------------------- | ---------------------------------------- | ---------------------------------------- | ---------------------------------------- | ---------------------------------------- | ---------------------------------------- | ---------------------------------------- | ---------------- |
| 1995                                     | 3 635                                    | 0,25                                     | 3 402                                    | 0,20                                     | 0 / 80                                   | Nv                                       |                  |
| En tant que « L'organisation verte »     |                                          |                                          |                                          |                                          |                                          |                                          |                  |
| 1995                                     | 48 184                                   | 2,28                                     | 48 398                                   | 2,28                                     | 1 / 113                                  | 1                                        |                  |
| 2003                                     | Ne participe pas                         | Ne participe pas                         | Ne participe pas                         | Ne participe pas                         | Ne participe pas                         | Ne participe pas                         | Ne participe pas |
| 2007                                     | Ne participe pas                         | Ne participe pas                         | Ne participe pas                         | Ne participe pas                         | Ne participe pas                         | Ne participe pas                         | Ne participe pas |
| 2011                                     | Ne participe pas                         | Ne participe pas                         | Ne participe pas                         | Ne participe pas                         | Ne participe pas                         | Ne participe pas                         | Ne participe pas |
| En tant que « Todos »                    |                                          |                                          |                                          |                                          |                                          |                                          |                  |
| 2015                                     | 445 996                                  | 9,78                                     | 495 129                                  | 10,57                                    | 18 / 158                                 | –                                        |                  |
| 2019                                     | 177 182                                  | 4,40                                     | 205 144                                  | 4,89                                     | 7 / 160                                  | 11                                       |                  |
| 2023                                     | 169 065                                  | 4,05                                     | 198 893                                  | 4,44                                     | 6 / 160                                  | 1                                        |                  |